# نيناد ستويكوفيتش
نيناد ستويكوفيتش، من مواليد 26 مايو 1956، لاعب كرة قدم يوغسلافي سابق، ومدرب كرة قدم صربي.
لعب مع منتخب يوغسلافيا لكرة القدم.

## مسيرته الكروية
لعب نيناد ستويكوفيتش خلال مسيرته الاحترافية مع 6 أندية في ثمانية عشر موسمًا وسجل خلالها 21 هدفًا ضمن 509 مباراة. حيث فاز في موسم واحد بالكأس وفي ثلاثة مواسم بالدوري.
خاض نيناد ستويكوفيتش مسيرته مع نادي بارتيزان في موسم 1974–75 ليلعب معه عشرة مواسم، مشاركًا في 245 مباراة سجل خلالها 8 أهداف. ثم انتقل إلى نادي موناكو في موسم 1984–85 ولمدة موسمين، حيث شارك في 69 مباراة سجل خلالها هدفين. لينتقل بعدها إلى نادي مونبلييه في موسم 1986–87 ولمدة موسمين، مشاركًا في 70 مباراة سجل خلالها 7 أهداف. ثم انتقل إلى نادي ميلوز في موسم 1988–89 ولمدة موسمين، مشاركًا في 66 مباراة سجل خلالها هدفًا واحدًا. هذا وانتقل لاحقًا إلى نادي إي أس نانسي في موسم 1990–91 لمدة موسم واحد، مشاركًا في 37 مباراة سجل خلالها هدفين. ثم انتقل بعدها إلى نادي أميين في موسم 1991–92 لمدة موسم واحد، مشاركًا في 22 مباراة سجل خلالها هدفًا واحدًا.

## روابط خارجية
- نيناد ستويكوفيتش على موقع الاتحاد الدولي (مؤرشف)  (الإنجليزية)
- نيناد ستويكوفيتش على موقع الاتحاد الأوربي (الإنجليزية)
- نيناد ستويكوفيتش على موقع قاعدة بيانات كرة القدم.إي يو (الإنجليزية)
- نيناد ستويكوفيتش على موقع ناشيونال فوتبول تيمز (الإنجليزية)
- نيناد ستويكوفيتش على موقع عالم كرة القدم.نت (الإنجليزية)